# Tallskaten
Tallskaten este o arie protejată (arie specială de conservare — SAC, sit de importanță comunitară — SCI) din Suedia întinsă pe o suprafață de 24 ha, integral pe uscat.

## Localizare
Centrul sitului Tallskaten este situat la coordonatele 59°41′41″N 14°52′07″E / 59.6948°N 14.8686°E.

## Înființare
Situl Tallskaten a fost declarat sit de importanță comunitară în iulie 2000 pentru a proteja un număr necunoscut de specii din flora spontană și fauna sălbatică aflate în arealul zonei. Situl a fost protejat și ca arie specială de conservare în martie 2011.

## Biodiversitate
Situată în ecoregiunea boreală, aria protejată conține 1 habitat natural: Taiga vestică.
La baza desemnării sitului se află un număr nedeclarat de specii protejate.